# Iriatherina werneri
Iriatherina werneri är en fiskart som beskrevs av Meinken, 1974. Iriatherina werneri ingår i släktet Iriatherina och familjen Melanotaeniidae. Inga underarter finns listade i Catalogue of Life.